# SN 2001bv
SN 2001bv – supernowa odkryta 25 marca 2001 roku w galaktyce A135809-0151. W momencie odkrycia miała maksymalną jasność 19,90m.